# Hamidou Diallo (Basketballspieler)
Hamidou Diallo (* 31. Juli 1998 in New York City, New York) ist ein US-amerikanischer Basketballspieler.

## Laufbahn
Diallo ist guineischer Abstammung und wurde in Queens, einem Bezirk von New York, geboren. In der Saison 2015/16 führte er die Mannschaft der Putnam Science Academy zu 38 Siegen bei nur drei Niederlagen. Im Januar 2017 gab er seine Entscheidung bekannt, auf Universitätsniveau für die University of Kentucky auflaufen zu wollen. Auch die University of Connecticut war in seine engere Auswahl gekommen.
Diallo setzte nach seinem Wechsel zu Kentucky zunächst aus, um sich zusätzlich auf die Anforderungen im Universitätsbasketball vorzubereiten, und kam während der Saison 2016/17 nicht zum Einsatz. In der Saison 2017/18 war er unter Trainer John Calipari dann Stammspieler und stand in 37 Partien stets in der Anfangsaufstellung. Er erzielte im Durchschnitt 10,0 Punkte sowie 3,6 Rebounds pro Begegnung. Es blieb sein erster und letztes Spieljahr in der NCAA.
Im April 2018 gab er den Schritt ins Profigeschäft bekannt und wurde im Juni 2018 beim Draft-Verfahren der NBA von den Brooklyn Nets ausgewählt. Brooklyn gab die Rechte an dem sprungkräftigen Spieler aber anschließend im Rahmen eines Tauschgeschäfts an die Oklahoma City Thunder ab.
Ende Juli 2018 unterzeichnete Diallo einen Vertrag mit Oklahoma City. Beim Slam-Dunk-Wettbewerb im Rahmen des All-Star-Spiels der NBA im Februar 2019 sorgte Diallo für Aufsehen, als er den 2,16 Meter großen Shaquille O’Neal übersprang und dann den Ball in den Korb schmetterte. Damit ließ er die Konkurrenz hinter sich.
Das Spieljahr 2020/21, als er erst für Oklahoma City und ab März 2021 für die Detroit Pistons spielte, wurde als Diallos Durchbruch in der NBA gewertet. Er hatte in dieser Saison im Mittel 11,6 Punkte erzielt. In der Saison 2023/24 spielte er kurz für die Washington Wizards.
In der Saison 2024/25 brachte es Diallo für die chinesische Mannschaft Shanxi Loongs auf durchschnittlich 22,5 Punkte je Begegnung. Im August 2025 wurde er von Saski Baskonia aus der spanischen Liga ACB unter Vertrag genommen.

### Nationalmannschaft
2016 gewann Diallo mit der U18-Nationalmannschaft der Vereinigten Staaten die Amerikameisterschaft. 2017 nahm er mit der US-Auswahl an der U19-Weltmeisterschaft in Ägypten teil und errang dort die Bronzemedaille.

## Karriere-Statistiken

### NBA

#### Hauptrunde
| Saison  | Team                    | GP  | GS | MPG  | FG % | 3P % | FT % | RPG | APG | SPG | BPG | PPG  |
| ------- | ----------------------- | --- | -- | ---- | ---- | ---- | ---- | --- | --- | --- | --- | ---- |
| 2018–19 | Oklahoma City           | 51  | 3  | 10.3 | .455 | .167 | .610 | 1.9 | 0.3 | 0.4 | 0.2 | 3.7  |
| 2019–20 | Oklahoma City           | 46  | 3  | 19.5 | .446 | .281 | .603 | 3.6 | 0.8 | 0.8 | 0.2 | 6.9  |
| 2020–21 | Oklahoma City / Detroit | 52  | 9  | 23.6 | .477 | .341 | .640 | 5.2 | 1.9 | 0.8 | 0.5 | 11.6 |
| 2021–22 | Detroit                 | 58  | 29 | 21.9 | .496 | .247 | .650 | 4.8 | 1.3 | 1.2 | 0.3 | 11.0 |
| Gesamt  | Gesamt                  | 207 | 44 | 18.9 | .475 | .277 | .634 | 3.9 | 1.1 | 0.8 | 0.3 | 8.4  |

#### Play-offs
| Saison  | Team          | GP | GS | MPG | FG % | 3P % | FT % | RPG | APG | SPG | BPG | PPG |
| ------- | ------------- | -- | -- | --- | ---- | ---- | ---- | --- | --- | --- | --- | --- |
| 2019–20 | Oklahoma City | 3  | 0  | 8.3 | .364 | .200 | .571 | 2.0 | 0.3 | 0.0 | 0.7 | 4.3 |
| Gesamt  | Gesamt        | 3  | 0  | 8.3 | .364 | .200 | .571 | 2.0 | 0.3 | 0.0 | 0.7 | 4.3 |